# Tundzha Glacier
Tundzha Glacier är en glaciär i Antarktis. Den ligger i Sydshetlandsöarna. Argentina, Chile och Storbritannien gör anspråk på området. Tundzha Glacier ligger 230 meter över havet.
Terrängen runt Tundzha Glacier är kuperad söderut, men norrut är den platt. Havet är nära Tundzha Glacier åt nordväst. Trakten är glest befolkad. Närmaste befolkade plats är St. Kliment Ohridski Base, 9,3 kilometer sydost om Tundzha Glacier. 